# لری دریک
لری دریک (انگلیسی: Larry Drake؛ زادهٔ ۲۱ فوریهٔ ۱۹۵۰) هنرپیشه اهل ایالات متحده آمریکا است. وی از سال ۱۹۷۱ میلادی تاکنون مشغول فعالیت بوده‌است. از فیلم‌هایی که وی در آن نقش داشته است، می‌توان به مرد تاریکی، تحویل شبانه، آسیب‌شناسی و دوزخ اشاره کرد.